# James Barron (US Navy)
Pour les articles homonymes, voir James Barron et Barron.
James Barron est un officier de l'United States Navy, né le 15 septembre 1768 et mort le 21 avril 1851 . Il sert durant la quasi-guerre et la guerre de Tripoli, au cours desquelles il a commandé plusieurs célèbres navires tels l'USS Essex et l'USS President. Du fait de la perte du USS Chesapeake au profit des Anglais en 1807, il passe en cour martiale. Après les critiques en provenance d'autres officiers, il en résulte un duel avec Stephen Decatur, un de ceux qui ont présidé la cour martiale, qui meurt à la suite de la rencontre. Suspendu de son commandement, il poursuit des intérêts commerciaux en Europe durant la guerre de 1812. Barron finit sa carrière navale à terre.